# Amanda Blake
Amanda Blake, egentligen Beverly Louise Neill, född 20 februari 1929 i Buffalo, New York, död 16 augusti 1989 i Sacramento, Kalifornien, var en amerikansk skådespelare.
Amanda Blake filmdebuterade 1950. Efter en tämligen medelmåttig filmkarriär erhöll hon rollen som Miss Kitty i den populära och långlivade TV-serien Krutrök.
Hon avled i aidsrelaterad strupcancer.

## Filmografi i urval
- 1950 – Pionjärer
- 1950 – Ur vattnet i elden
- 1952 – Röda ängelns saloon
- 1953 – Med livet som insats
- 1954 – Det handlar om mrs. Leslie
- 1954 – En stjärna föds
- 1954 – Hajji Babas äventyr
- 1955 – Slottsbalen
- 1955–1974 – Krutrök (TV-serie)